# Heteroginídeos
Heteroginídeos (Heterogynidae) é uma família de insectos da ordem Lepidoptera.